# Kalojan (Sebastokrator)

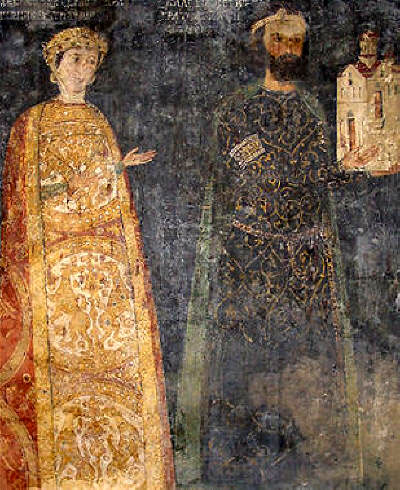
Kalojan mit seiner Frau Dessislawa, als Stifter der Bojana-Kirche

Kalojan (bulgarisch Калоян, Altbulgarisch Калѡѣнъ) war ein bulgarischer Adliger, Sebastokrator von Sredez (heute Sofia) im Zweiten Bulgarenreich. Er gehörte wahrscheinlich dem Haus Assen an und ist als Stifter der Kirche von Bojana bekannt.
Die einzige schriftliche Quelle über Kalojan ist die Stiftungsinschrift unter seinem Fresko in der Kirche von Bojana in der festgehalten ist, dass Kalojan Sebastokrator von Sofia, Vetter des Zaren Konstantin Tich Assen und Enkelsohn des serbischen Stefan Nemanjić sei. 
Laut dem Historiker Bakalow könnte Kalojans Vater der Sebastokrator Alexander, Sohn des bulgarischen Zaren Iwan Assen I. gewesen sein. Er stützt sich dabei auf die Stiftungsinschrift in der Kirche von Bojana. Kalojan war Gegner der pro-byzantinischen Politik des bulgarischen Zaren Michael II. Assen (1246–1256) und beteiligte sich an der Boljarenverschwörung, bei der er während einer Jagd ermordet wurde. Im nachfolgenden Bürgerkrieg unterstützte ihn sein Vetter Konstantin Assen.
Es wird vermutet, dass Kalojan den Palast des römischen Kaisers Konstantin I. wieder aufbauen und zur Residenz ausbauen ließ. Neben der bekannten Kirche von Bojana, die heute zum UNESCO-Weltkulturerbe zählt, stiftete er noch die Kirchen Sweta Petka Stara und Sweti Nikolaj.